# マスカット (ブドウ)

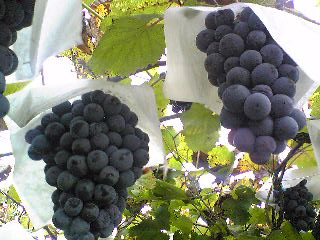
マスカット・ハンブルクの果実

ヨーロッパブドウ（学名: Vitis vinifera）種のブドウのマスカット（英: Muscat [ˈmʌskət]）品種は、ワイン、レーズン、生食用のために広く栽培されている。果実の色は白色から黒色に近いものまで幅がある。マスカットはほとんどの場合、顕著な甘い花の芳香を有する。マスカット品種は世界中で栽培されている。マスカット品種の幅広さや数から、最も古く栽培化されたブドウ品種である可能性が示唆されており、ヨーロッパブドウ（Vurus vinifera）の品種のほとんどが、このマスカット品種の子孫であるという説がある。
日本では単に「マスカット」という場合は、「マスカット・オブ・アレキサンドリア」を指す場合が多い。中国で麝香葡萄と呼ばれている。

## 概要
食用に改良され、様々な品種がある。「麝香（マスク、ムスク）」に喩えられる強い香りが特徴である。数多くあるブドウの品種の中でも最も古くに確立したものの一つで、地中海地方原産とされる。

## マスカットの品種
今日では、マスカットには主に以下の品種が知られている。
マスカット・オブ・アレキサンドリア (Muscat of Alexandria)
マスカット系の原種にあたり、日本国内で一般的にいう「マスカット」。日本では主に岡山県で栽培され、生食用の高級ブドウとされているが、南アフリカなどではワイン用に作られている。
ローデ・ハネポート (Roode Hanepoot)
マスカット・オブ・アレキサンドリアの枝変わり。紫紅色種であることから日本では「紅アレキ」と呼ばれる。
ネオマスカット (Neo Muscat)
1925年に岡山県の広田盛正がマスカット・オブ・アレキサンドリアと日本の固有品種である甲州三尺の交配により生み出した品種。
マスカット・ハンブルク (Muscat Hamburg) / ブラック・マスカット (Black Muscat)
イギリスにてマスカット・オブ・アレキサンドリアとブラック・ハンブルク（トロリンガー）を交配して生まれた品種。食用・ワイン用として栽培されている他、交配親としても有名。
甲斐路 (Kaiji)
1955年に山梨県の植原葡萄研究所にてフレームトーケーとネオマスカットを交配して生まれた「赤いマスカット」。
マスカット甲府 (Muscat Kofu)
甲斐路と同じく、1955年に山梨県の植原葡萄研究所にてネオマスカットとハンガリーの品種ケニギン・デル・ワインガルテンを交配して作られた。外観はネオマスカットに似る。非常に強い香りを持つ。
ヒロ・ハンブルク (Hiro Hamburg)
1970年に岡山県の広田盛正が生み出した黒色の大粒品種。マスカット・ハンブルクと甲州三尺の交配種とされていたが、九州大学による研究の結果、否定されている。
イタリア (Italia)
マスカット・オブ・イタリアとも呼ばれる。イタリアでビカンヌとマスカット・ハンブルクから生まれた緑色大粒品種。優れた品質から、政府が栽培を奨励するため国名を付けたと言われる。
ルビーオクヤマ (Ruby Okuyama)
1973年にブラジルにて日系人の奥山孝太郎が自身のブドウ園で発見したイタリアの枝変わり。赤色種で強い香りを持つ。
カノンホールマスカット (Cannon Hall Muscat)
イギリスで発見されたマスカット・オブ・アレキサンドリアの4倍体枝変わりの実生。ピオーネの親とされていたが、九州大学による研究の結果、否定されている。
マスカット・オットネル (Muscat Ottonel)
ハンガリーなどで栽培されるワイン用ぶどう。
ミュスカ・ブラン・ア・プティ・グラン (Muscat Blanc à Petits Grains)
ギリシャ由来と考えられている。実が小さいのが特徴で、ギリシャのほか、イタリア、フランス、スペイン、ドイツ、南アフリカなどで栽培される。フランス産の「ミュスカ・ド・フロンティニャン」が知られる。
モリオ・ムスカート
ドイツのファルツ地区に多く見られる甘口のワイン用品種。ワインはモリオ・マスカットの名前で売られることが多い。
モスカート
イタリア産マスカット。ピエモンテ産のアスティ・スプマンテとモスカート・デル・ピエモンテはDOVGTワインに指定されている。

## マスカット派生品種
日本で広く親しまれているブドウ品種には、マスカット種にアメリカブドウ (Vitis labrusca) 系の品種を掛け合わせて生まれた交雑種が幾つか知られている。
マスカット・ベーリーA (Muscat Bailey A)
1927年に新潟県の川上善兵衛によって生み出されたアメリカ種・ベーリーとマスカット・ハンブルクの交雑種。食用・ワイン用共に向く。
ニューヨーク・マスカット (New York Muscat)
アメリカニューヨーク農業試験場にてアメリカ種のオンタリオとマスカット・ハンブルクを交雑して作られた、栽培容易な中粒黒色早生種。
シャインマスカット (Shine Muscat)
1988年に農業・食品産業技術総合研究機構が育種し、2006年に品種登録された。ジベレリン処理により種無しになり、皮ごと食べられる大粒緑色の品種。アメリカ系雑種であるスチューベンの血を4分の1引く。